# Mallersdorf-Pfaffenberg
Mallersdorf-Pfaffenberg est une commune de Bavière (Allemagne), située dans l'arrondissement de Straubing-Bogen, dans le district de Basse-Bavière. Elle est connue pour son immense couvent, siège des Sœurs de Mallersdorf, dans une ancienne abbaye bénédictine, l'abbaye de Mallersdorf.

## Personnalités liées à la ville
- Franz Xaver Haberl (1840-1910), prêtre catholique né à Oberellenbach.